# Aeroportul Internațional Sacramento
Aeroportul Internațional Sacramento (IATA: SMF, ICAO: KSMF, FAA LID: SMF) este un aeroport din Sacramento, Sacramento County⁠(d), California, Statele Unite ale Americii ce deservește zona Sacramento. Aeroportul a fost tranzitat în 2023 de 12.977.001 pasageri. A fost deschis în 1967 și numit după zona deservită.
Situat la o altitudine de 8 m, aeroportul dispune de 2 piste.

## Infrastructură

### Piste
Aeroportul dispune de 2 piste. Pista 16L/34R are suprafața de beton și dimensiunile 8.605 picioare × 150 picioare. Pista 16R/34L are suprafața de asfalt și dimensiunile 8.598 picioare × 150 picioare. 